# Liste der Gemeinden im Landkreis Mühldorf am Inn

Karte des Landkreises Mühldorf am Inn

Die Liste der Gemeinden im Landkreis Mühldorf am Inn gibt einen Überblick über die Verwaltungseinheiten des Landkreises. Es gibt 31 politische Gemeinden, von denen 9 eine eigene Verwaltung haben, und 9 Verwaltungsgemeinschaften.

## Legende
- Verwaltungseinheit: Name der Gemeinde und Angabe der Gemeindeart: Gemeinde (–), Markt (M), Stadt (St), Große Kreisstadt (GKSt) oder Name der Verwaltungsgemeinschaft. Einheitsgemeinden und Verwaltungsgemeinschaften sind fett gedruckt
- GT: Gemeindeteile der Gemeinde. Der Wiki-Link ist mit der Gemeindegliederung der jeweiligen Gemeinde verknüpft.
- VG: Zeigt ggf. an, ob eine Gemeinde zu einer Verwaltungsgemeinschaft gehört
- Karte: Zeigt die Lage der Gemeinde im Landkreis
- Fläche: Fläche der Stadt beziehungsweise Gemeinde, angegeben in Quadratkilometer
- Einwohner: Zahl der Menschen, die in der Gemeinde beziehungsweise Stadt leben (Stand: 31. Dezember 2023[1])
- EW-Dichte: Angegeben ist die Einwohnerdichte, gerechnet auf die Fläche der Verwaltungseinheit, angegeben in Einwohner pro km2 (Stand: 31. Dezember 2023[2])
- Statistik: Link zur kommunalen Statistik des Bayerischen Landesamts für Statistik
- Website: Website der Gemeinde bzw. der Verwaltungsgemeinschaft

## Gemeinden
| Verwaltungseinheit                          | Wappen                                  | GT  | VG                  | Karte                                                                             | Fläche in km²  | Einwohner      | Einwohner je km² | Statistik | Website |
| ------------------------------------------- | --------------------------------------- | --- | ------------------- | --------------------------------------------------------------------------------- | -------------- | -------------- | ---------------- | --------- | ------- |
| Landkreis Mühldorf am Inn                   | Wappen des Landkreises Mühldorf am Inn  |     |                     | Der Landkreis Mühldorf am Inn                                                     | 805.34 (100 %) | 120732 (100 %) | 150              | [ 3 ]     | [ 4 ]   |
| Verwaltungsgemeinschaft Gars am Inn         |                                         |     | Gars am Inn         | Lage der Verwaltungsgemeinschaft Gars am Inn im Landkreis Mühldorf am Inn         | 75.86 (9.4 %)  | 5757 (4.8 %)   | 76               |           |         |
| Verwaltungsgemeinschaft Heldenstein         |                                         |     | Heldenstein         | Lage der Verwaltungsgemeinschaft Heldenstein im Landkreis Mühldorf am Inn         | 39.72 (4.9 %)  | 3898 (3.2 %)   | 98               |           |         |
| Verwaltungsgemeinschaft Kraiburg am Inn     |                                         |     | Kraiburg am Inn     | Lage der Verwaltungsgemeinschaft Kraiburg am Inn im Landkreis Mühldorf am Inn     | 62.06 (7.7 %)  | 6202 (5.1 %)   | 100              |           |         |
| Verwaltungsgemeinschaft Maitenbeth          |                                         |     | Maitenbeth          | Lage der Verwaltungsgemeinschaft Maitenbeth im Landkreis Mühldorf am Inn          | 55.33 (6.9 %)  | 4158 (3.4 %)   | 75               |           |         |
| Verwaltungsgemeinschaft Neumarkt-Sankt Veit |                                         |     | Neumarkt-Sankt Veit | Lage der Verwaltungsgemeinschaft Neumarkt-Sankt Veit im Landkreis Mühldorf am Inn | 75.05 (9.3 %)  | 7863 (6.5 %)   | 105              |           | [ 5 ]   |
| Verwaltungsgemeinschaft Oberbergkirchen     |                                         |     | Oberbergkirchen     | Lage der Verwaltungsgemeinschaft Oberbergkirchen im Landkreis Mühldorf am Inn     | 77.62 (9.6 %)  | 4869 (4 %)     | 63               |           |         |
| Verwaltungsgemeinschaft Polling             |                                         |     | Polling             | Lage der Verwaltungsgemeinschaft Polling im Landkreis Mühldorf am Inn             | 63.45 (7.9 %)  | 4210 (3.5 %)   | 66               |           |         |
| Verwaltungsgemeinschaft Reichertsheim       |                                         |     | Reichertsheim       | Lage der Verwaltungsgemeinschaft Reichertsheim im Landkreis Mühldorf am Inn       | 52.39 (6.5 %)  | 3043 (2.5 %)   | 58               |           |         |
| Verwaltungsgemeinschaft Rohrbach            |                                         |     | Rohrbach            | Lage der Verwaltungsgemeinschaft Rohrbach im Landkreis Mühldorf am Inn            | 65.07 (8.1 %)  | 3645 (3 %)     | 56               |           | [ 6 ]   |
| Ampfing                                     | Wappen der Gemeinde Ampfing             | 63  |                     | Lage der Gemeinde Ampfing im Landkreis Mühldorf am Inn                            | 31.13 (3.9 %)  | 7136 (5.9 %)   | 229              | [ 7 ]     | [ 8 ]   |
| Aschau am Inn                               | Wappen der Gemeinde Aschau am Inn       | 37  |                     | Lage der Gemeinde Aschau am Inn im Landkreis Mühldorf am Inn                      | 20.76 (2.6 %)  | 3487 (2.9 %)   | 168              | [ 9 ]     | [ 10 ]  |
| Buchbach, M                                 | Wappen der Gemeinde Buchbach            | 80  |                     | Lage der Gemeinde Buchbach im Landkreis Mühldorf am Inn                           | 28.79 (3.6 %)  | 3372 (2.8 %)   | 117              | [ 11 ]    | [ 12 ]  |
| Egglkofen                                   | Wappen der Gemeinde Egglkofen           | 12  | Neumarkt-Sankt Veit | Lage der Gemeinde Egglkofen im Landkreis Mühldorf am Inn                          | 13.98 (1.7 %)  | 1320 (1.1 %)   | 94               | [ 13 ]    | [ 14 ]  |
| Erharting                                   | Wappen der Gemeinde Erharting           | 13  | Rohrbach            | Lage der Gemeinde Erharting im Landkreis Mühldorf am Inn                          | 13.68 (1.7 %)  | 951 (0.8 %)    | 70               | [ 15 ]    | [ 16 ]  |
| Gars am Inn, M                              | Wappen der Gemeinde Gars am Inn         | 103 | Gars am Inn         | Lage der Gemeinde Gars am Inn im Landkreis Mühldorf am Inn                        | 43.65 (5.4 %)  | 3959 (3.3 %)   | 91               | [ 17 ]    | [ 18 ]  |
| Haag in Oberbayern, M                       | Wappen der Gemeinde Haag in Oberbayern  | 31  |                     | Lage der Gemeinde Haag in Oberbayern im Landkreis Mühldorf am Inn                 | 20.37 (2.5 %)  | 6631 (5.5 %)   | 326              | [ 19 ]    | [ 20 ]  |
| Heldenstein                                 | Wappen der Gemeinde Heldenstein         | 23  | Heldenstein         | Lage der Gemeinde Heldenstein im Landkreis Mühldorf am Inn                        | 19.85 (2.5 %)  | 2841 (2.4 %)   | 143              | [ 21 ]    | [ 22 ]  |
| Jettenbach                                  | Wappen der Gemeinde Jettenbach          | 12  | Kraiburg am Inn     | Lage der Gemeinde Jettenbach im Landkreis Mühldorf am Inn                         | 9.18 (1.1 %)   | 720 (0.6 %)    | 78               | [ 23 ]    | [ 24 ]  |
| Kirchdorf                                   | Wappen der Gemeinde Kirchdorf           | 50  | Reichertsheim       | Lage der Gemeinde Kirchdorf im Landkreis Mühldorf am Inn                          | 21.03 (2.6 %)  | 1348 (1.1 %)   | 64               | [ 25 ]    | [ 26 ]  |
| Kraiburg am Inn, M                          | Wappen der Gemeinde Kraiburg am Inn     | 54  | Kraiburg am Inn     | Lage der Gemeinde Kraiburg am Inn im Landkreis Mühldorf am Inn                    | 27.55 (3.4 %)  | 4080 (3.4 %)   | 148              | [ 27 ]    | [ 28 ]  |
| Lohkirchen                                  | Wappen der Gemeinde Lohkirchen          | 31  | Oberbergkirchen     | Lage der Gemeinde Lohkirchen im Landkreis Mühldorf am Inn                         | 14.94 (1.9 %)  | 852 (0.7 %)    | 57               | [ 29 ]    | [ 30 ]  |
| Maitenbeth                                  | Wappen der Gemeinde Maitenbeth          | 58  | Maitenbeth          | Lage der Gemeinde Maitenbeth im Landkreis Mühldorf am Inn                         | 30.94 (3.8 %)  | 2080 (1.7 %)   | 67               | [ 31 ]    | [ 32 ]  |
| Mettenheim                                  | Wappen der Gemeinde Mettenheim          | 33  |                     | Lage der Gemeinde Mettenheim im Landkreis Mühldorf am Inn                         | 27.22 (3.4 %)  | 3595 (3 %)     | 132              | [ 33 ]    | [ 34 ]  |
| Mühldorf am Inn, St                         | Wappen der Gemeinde Mühldorf am Inn     | 16  |                     | Lage der Gemeinde Mühldorf am Inn im Landkreis Mühldorf am Inn                    | 29.42 (3.7 %)  | 21860 (18.1 %) | 743              | [ 35 ]    | [ 36 ]  |
| Neumarkt-Sankt Veit, St                     | Wappen der Gemeinde Neumarkt-Sankt Veit | 95  | Neumarkt-Sankt Veit | Lage der Gemeinde Neumarkt-Sankt Veit im Landkreis Mühldorf am Inn                | 61.07 (7.6 %)  | 6543 (5.4 %)   | 107              | [ 37 ]    | [ 38 ]  |
| Niederbergkirchen                           | Wappen der Gemeinde Niederbergkirchen   | 52  | Rohrbach            | Lage der Gemeinde Niederbergkirchen im Landkreis Mühldorf am Inn                  | 24.7 (3.1 %)   | 1240 (1 %)     | 50               | [ 39 ]    | [ 40 ]  |
| Niedertaufkirchen                           | Wappen der Gemeinde Niedertaufkirchen   | 62  | Rohrbach            | Lage der Gemeinde Niedertaufkirchen im Landkreis Mühldorf am Inn                  | 26.69 (3.3 %)  | 1454 (1.2 %)   | 54               | [ 41 ]    | [ 42 ]  |
| Oberbergkirchen                             | Wappen der Gemeinde Oberbergkirchen     | 48  | Oberbergkirchen     | Lage der Gemeinde Oberbergkirchen im Landkreis Mühldorf am Inn                    | 27.52 (3.4 %)  | 1724 (1.4 %)   | 63               | [ 43 ]    | [ 44 ]  |
| Oberneukirchen                              | Wappen der Gemeinde Oberneukirchen      | 76  | Polling             | Lage der Gemeinde Oberneukirchen im Landkreis Mühldorf am Inn                     | 19.6 (2.4 %)   | 842 (0.7 %)    | 43               | [ 45 ]    | [ 46 ]  |
| Obertaufkirchen                             | Wappen der Gemeinde Obertaufkirchen     | 82  |                     | Lage der Gemeinde Obertaufkirchen im Landkreis Mühldorf am Inn                    | 31.65 (3.9 %)  | 2743 (2.3 %)   | 87               | [ 47 ]    | [ 48 ]  |
| Polling                                     | Wappen der Gemeinde Polling             | 65  | Polling             | Lage der Gemeinde Polling im Landkreis Mühldorf am Inn                            | 43.85 (5.4 %)  | 3368 (2.8 %)   | 77               | [ 49 ]    | [ 50 ]  |
| Rattenkirchen                               | Wappen der Gemeinde Rattenkirchen       | 31  | Heldenstein         | Lage der Gemeinde Rattenkirchen im Landkreis Mühldorf am Inn                      | 19.87 (2.5 %)  | 1057 (0.9 %)   | 53               | [ 51 ]    | [ 52 ]  |
| Rechtmehring                                | Wappen der Gemeinde Rechtmehring        | 59  | Maitenbeth          | Lage der Gemeinde Rechtmehring im Landkreis Mühldorf am Inn                       | 24.39 (3 %)    | 2078 (1.7 %)   | 85               | [ 53 ]    | [ 54 ]  |
| Reichertsheim                               | Wappen der Gemeinde Reichertsheim       | 107 | Reichertsheim       | Lage der Gemeinde Reichertsheim im Landkreis Mühldorf am Inn                      | 31.36 (3.9 %)  | 1695 (1.4 %)   | 54               | [ 55 ]    | [ 56 ]  |
| Schönberg                                   | Wappen der Gemeinde Schönberg           | 57  | Oberbergkirchen     | Lage der Gemeinde Schönberg im Landkreis Mühldorf am Inn                          | 25.33 (3.1 %)  | 1132 (0.9 %)   | 45               | [ 57 ]    | [ 58 ]  |
| Schwindegg                                  | Wappen der Gemeinde Schwindegg          | 52  |                     | Lage der Gemeinde Schwindegg im Landkreis Mühldorf am Inn                         | 20.77 (2.6 %)  | 3659 (3 %)     | 176              | [ 59 ]    | [ 60 ]  |
| Taufkirchen                                 | Wappen der Gemeinde Taufkirchen         | 81  | Kraiburg am Inn     | Lage der Gemeinde Taufkirchen im Landkreis Mühldorf am Inn                        | 25.33 (3.1 %)  | 1402 (1.2 %)   | 55               | [ 61 ]    | [ 62 ]  |
| Unterreit                                   | Wappen der Gemeinde Unterreit           | 75  | Gars am Inn         | Lage der Gemeinde Unterreit im Landkreis Mühldorf am Inn                          | 32.21 (4 %)    | 1798 (1.5 %)   | 56               | [ 63 ]    | [ 64 ]  |
| Waldkraiburg, St                            | Wappen der Gemeinde Waldkraiburg        | 18  |                     | Lage der Gemeinde Waldkraiburg im Landkreis Mühldorf am Inn                       | 21.56 (2.7 %)  | 24604 (20.4 %) | 1141             | [ 65 ]    | [ 66 ]  |
| Zangberg                                    | Wappen der Gemeinde Zangberg            | 20  | Oberbergkirchen     | Lage der Gemeinde Zangberg im Landkreis Mühldorf am Inn                           | 9.83 (1.2 %)   | 1161 (1 %)     | 118              | [ 67 ]    | [ 68 ]  |